# Часовня в Тарасовке
Часовня Сергия Радонежского — православная часовня, построенная в 1911—1912 гг. в селе Тарасовка Пушкинского района Московской области России в память событий 1812 года. Восстановлена и освящена на новом месте в 2012 году к 200-летию Отечественной войны 1812 года.
В 1912 году к 100-летию Отечественной войны 1812 года усилиями владельца куракинской шёлкоткацкой фабрики Григория Владимировича Сапожникова и при ходатайстве жителей Тарасовки была построена каменная часовня по проекту архитектора Семена Митрофановича Ерофеева. Она была сооружена в память событий 1812 года, когда казаки и мирные жители Тарасовки смогли остановить продвижение французских войск к Троице-Сергиевой Лавре. Аналогичная часовня была построена в Черкизове. 26 августа 1912 года состоялась торжественная закладка часовни. Часовня в плане представляла собой квадрат размерами 2,5 х 2,5 метра. С западного фасада имелась решётчатая металлическая дверь, а с северной и с южной стороны имелись по три небольших окна. Крыша часовни была двускатная, и на середине конька возвышалась маковка с крестом. В 1920-е годы, лишившись церковной опеки и оставшись по сути бесхозной, часовня стала приходить в упадок и уже к концу 30-х годов была совсем разрушена. Каменные плиты её пола использовались при строительстве колхозного гаража.
В сентябре 2008 года около здания Администрации был установлен закладной камень с надписью:
Настоящий камень заложен в годовщину
450-летия Тарасовки
в наименование воссоздания часовни
в память о войне 1812 года
когда в Тарасовке были остановлены
французские войска, двигавшиеся
к Троице-Сергиевой Лавре
22 августа 2009 года на берегу Клязьмы около первого дома чётной стороны улицы торжественно был установлен поклонный крест и стенд с информацией о восстановлении часовни. Восстановительные работы начались в мае 2012 года. Часовня восстанавливалась по старым чертежам и полностью копирует облик бывшего здания. Освящение часовни состоялось 9 сентября 2012 года и было приурочено к 200-летию Отечественной войны 1812 года и, в частности, Бородинского сражения.